# 미국지빠귀

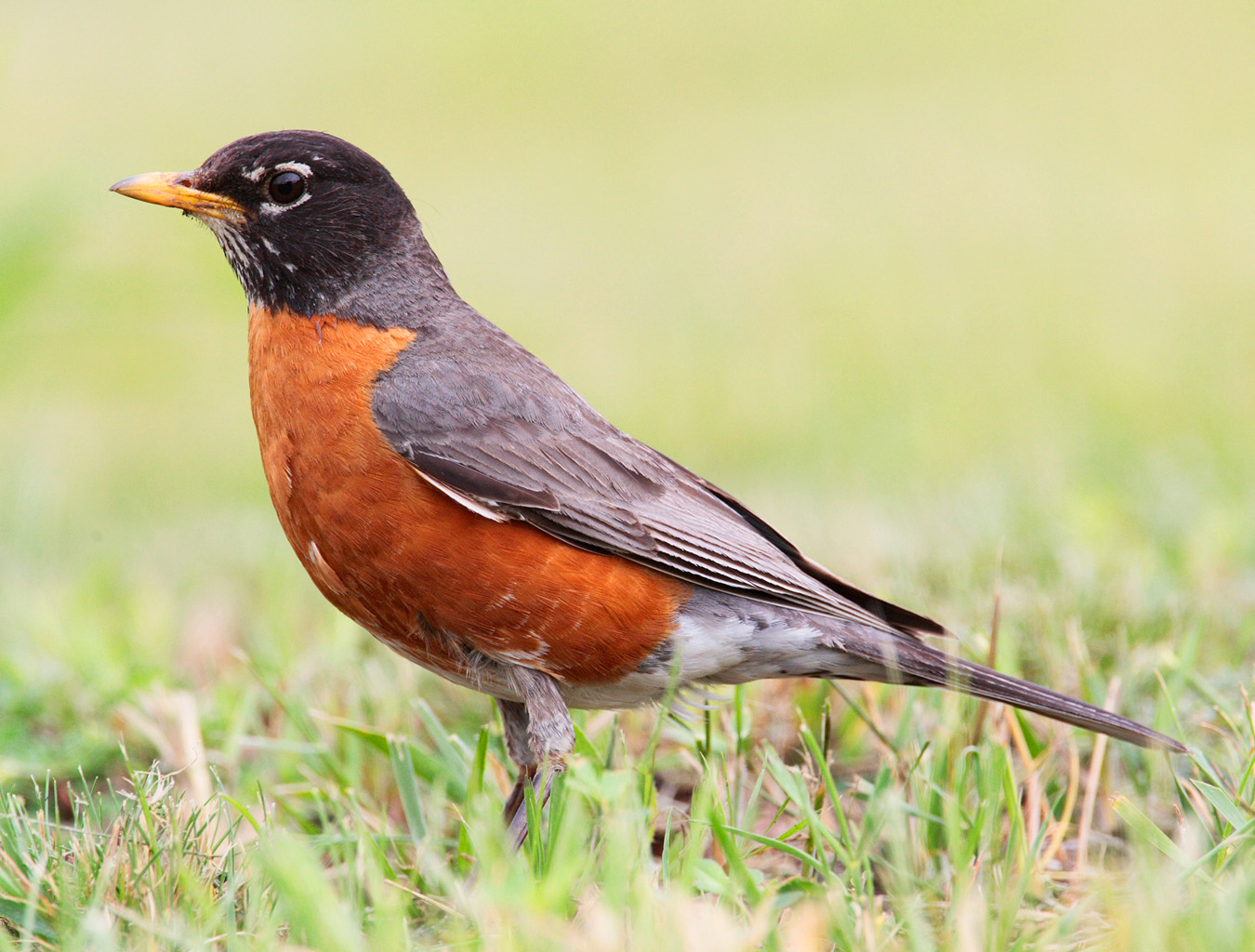

미국지빠귀(Turdus migratorius, American robin)는 지빠귀속과 더 넓은 지빠귀과(Turdidae)에 속하는 철새이다. 붉은 오렌지색 가슴 때문에 영어명 American robin은 유럽울새(European robin)의 이름을 따서 명명되었다. 두 종은 밀접하게 관련되어 있지 않지만 유럽울새는 구대륙 딱새과에 속한다. 미국지빠귀는 북미 전역에 널리 분포되어 있으며, 캐나다 남부에서 멕시코 중부 및 태평양 연안을 따라 월동한다.
파트너스 인 플라이트(Partners in Flight) 데이터베이스(2019)에 따르면 미국 울새는 붉은 날개 검은 새, 유럽 찌르레기, 애도 비둘기 및 집 핀치에 앞서 북미에서 가장 풍부한 육지새(3억 7천만 마리)이다. 7개의 아종이 있지만 그 중 바하칼리포르니아수르(Baja California Sur)에 사는 산루카스로빈(T. m. confinis)만이 배 부분이 옅은 회색 갈색을 띠며 특히 독특하다.
미국지빠귀는 주로 낮에 활동하며 밤에는 큰 무리를 지어 모이다. 먹이는 무척추동물(딱정벌레, 지렁이, 애벌레 등), 과일, 열매로 구성된다. 알을 낳는 최초의 새 종 중 하나이며, 겨울 서식지에서 여름 서식지로 돌아온 직후 번식을 시작한다. 울새의 둥지는 길고 거친 풀, 나뭇가지, 종이, 깃털로 구성되어 있으며, 진흙이 묻어 있고 풀이나 기타 부드러운 재료로 쿠션을 덧댄 경우도 많다. 새벽에 노래하는 가장 초기의 새 중 하나이며, 그 곡조는 반복되는 여러 개별 단위로 구성된다.
성체의 주요 포식자는 집고양이이다. 다른 포식자로는 매와 뱀이 포함된다. 무리를 지어 먹이를 줄 때 다른 새들이 포식자에 대한 반응을 관찰하면서 경계할 수 있다.